# ناو کلاس شهید سلیمانی
| ناو کلاس شهید سلیمانی ایران ·                                           | ناو کلاس شهید سلیمانی ایران · |
| ----------------------------------------------------------------------- | --- |
| نخستین ناو کلاس شهید سلیمانی، با نام شهید سلیمانی و شماره بدنه FS313_01 | |
| اطلاعات کلی                                                             | |
| نوع کشتی                                                                | کاتاماران چند منظوره |
| کلاس                                                                    | شهید سلیمانی |
| کشور سازنده                                                             | ایران |
| ساخت کارخانه                                                            | صنایع کشتی سازی شهید محلاتی |
| ورود به ناوگان                                                          | ۱۴ شهریور ۱۴۰۱ |
| مشخصات                                                                  | |
| طول کشتی                                                                | ۶۷ متر |
| پهنای بدنه                                                              | ۲۰ متر |
| بارگیری استاندارد                                                       | ۶۰۰ تن |
| نوع موتور                                                               | ۴ عدد موتور بومی سازی شده |
| سرعت                                                                    | ۳۲ نات (حدود ۶۰ کیلومتر بر ساعت)                                                                                                 |
| برد عملیاتی                                                             | ۵۰۰۰ نات (حدود ۹۲۵۰ کیلومتر) |
| جنگ‌افزارها                                                              | |
| توپخانه                                                                 | ۱× توپ اتوماتیک ۳۰م م و دارای دوربین حرارتی ۴× توپ اتوماتیک ۲۰م م                                                                |
| سیستم موشکی                                                             | ۶× موشک کروز مایل پرتاب (۴× موشک قادر با برد ۳۰۰ کیلومتر و ۲× موشک نصیر با برد ۹۰ کیلومتر) ۶× سیلوی عمود پرتاب موشک کروز ضد کشتی |
| رادار                                                                   | یک رادار دو وجهی دارای صفحه باند اس و باند ایکس                                                                                  |
| موشک دفاع هوایی                                                         | ۱۶× سیلوی عمود پرتاب موشک پدافندی صیاد و نواب                                                                                    |
| هواگردهای قابل حمل                                                      | ۱× بالگرد بل ۴۱۲ همچنین قابلیت حمل پهپادهای عمود پرواز                                                                           |
| سایر جنگ افزارها                                                        | قابلیت حمل و عملیاتی کردن ۳ فروند قایق تندروی موشک‌انداز                                                                          |
| سرنوشت                                                                  | |

ناو کلاس شهید سلیمانی نام کلاسی از ناوهای ایرانی است که توسط سپاه پاسداران و وزارت دفاع ایران تولید شده و هم‌اکنون در حال خدمت در خلیج فارس و تنگه هرمز می‌باشد.
نخستین ناو از این کلاس، ناو «شهید سلیمانی» با شماره بدنهٔ FS313-01 است که در شهریور ماه سال ۱۴۰۱ با حضور سرلشکر پاسدار محمد باقری؛ رئیس ستاد کل نیروهای مسلح ایران، به ناوگان نیروی دریایی سپاه پاسداران در بندرعباس الحاق شد.
از جمله ویژگی‌های این شناور می‌توان به بهره‌گیری از طراحی زاویه‌دار برای به حداقل رساندن سطح مقطع رادارای، استفاده عمده از آلومینیوم و آلیاژهای غیرفولادی در بدنه ناو، مجهز بودن به سیلوهای عمود پرتاب موشک‌های پدافندی و ضد کشتی برای اولین بار در ایران، تجهیز به موشک‌های کروز تا برد ۷۰۰ کیلومتر و بیشتر، قابلیت حمل ۳ شناور سبک موشک انداز در آشیانهٔ زیر پد شناور، تجهیز به پرتابگر راکت‌های فریبنده (چف و فلر) جوشن برای منحرف کردن موشک‌های دشمن با ۲۴ خشاب اشاره کرد.

## کشتی‌های این کلاس
| کشتی                    | شماره بدنه | بندر      | به آب اندازی | وضعیت |
| ----------------------- | ---------- | --------- | ------------ | ----- |
| ناو قاسم سلیمانی        | FS313-01   | بندرعباس  | 2022         | فعال  |
| ناو حسن باقری           | FS313-02   | بندربوشهر | 2024         | فعال  |
| ناو شهید صیاد شیرازی    | FS313-03   | نامعلوم   | 2024         | فعال  |
| ناو شهید رئیسعلی دلواری | FS313-04   | بندر عباس | 2025         | فعال  |

به گفته دریادار علیرضا تنگسیری قرار است هر سال یک فروند از این ناو به نیروی دریایی سپاه پاسداران الحاق شود.

## نام‌گذاری
نام این کلاس از ناوهای ایرانی بر اساس نام قاسم سلیمانی انتخاب شده‌است.